# Чесько-словацькі мови
Чесько-словацькі мови — одна з трьох підгруп західнослов'янських мов, поряд з лехитською та лужицькою. 
До чесько-словацьких мов належать дві мови: чеська та словацька, які поширені в основному на території Чехії та Словаччини. Мови є взаємно зрозумілі, утворюють діалектний континуум. Стандартизовані форми цих мов трохи відрізняються через різнорідну лексику, орфографію, вимову, фонологію, суфікси та префікси. У лексиці чеської мови відчутно вплив німецької та латинської мов, а у лексиці словацької мови — вплив угорської та чеської мов. Східні словацькі діалекти входять у широкий діалектний континуум з лехицькими мовами.
Також до чесько-словацьких мов належала й кнааніт, яка у середньовіччі була створена на основі давньочеської мови, але вимерла до XVI століття, та ляська мікромова.
Загальне число мовців чесько-словацьких мовах становить близько 18 млн. осіб.

## Класифікація
Чесько-словацькі мови поділяються на дві мови: чеську та словацьку, які у свою чергу поділяються на діалекти.

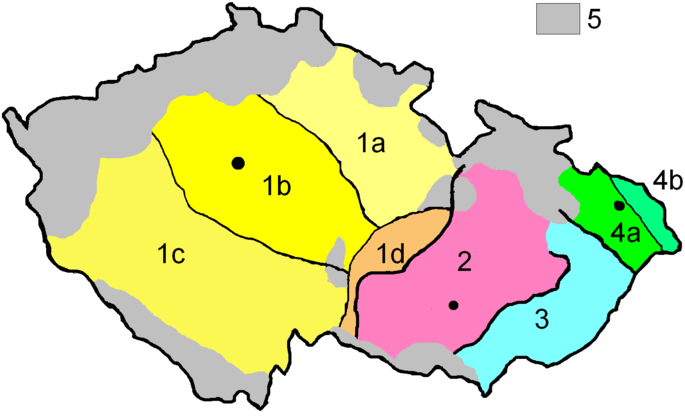

Чеська мова, у якій для діалектів характерна континуальна безперервність, що триває й на території словацьких діалектів, поділяється на:
- Чеські діалекти (česká nářečí, skupina česká);
  - Центральний (Центральночеський) діалект (nářečí středočeská);
  - Північно-східний чеський діалект (nářečí severovýchodočeská), включно з подкрконошською (úseky podkrknošský a pojeśtědský), кладською (kladské nářečí) та літомишльською (úsek litomyślský) говіркками;
  - Південно-західний чеський діалект (nářečí jihozápadočeská), включно з ходською (домажліцькою) (úsek chodský (domažlický)) та дудлебською (úsek doudlebský) говірками;
  - Південно-східний чеський діалект (nářečí jihovýchodočeská) (чесько-моравський перехідний) (přechodný pás česko-moravský) діалект.
- Центральноморавські (Ганацькі) діалекти (středomoravská (hanácká) nářečí, skupina středomoravská (hanácká)):
  - Центральний діалект (typ centrálni);
  - Горський діалект (typ horský);
  - Знойємський діалект (typ znojemský);
  - Виділяють також окраїнні діалекти: західний (typ západní), північний (typ severní) та східний (typ východní), а також чугацький діалект (typ čuhácký).
- Північноморавські діалекти (силезькі, польські) діалекти (slezská (lašská) nářečí, skupina slezská (lašská)):
  - Опавський діалект (nářečí opavská (západní)), включно з західноостравським (úsek západoopavský);
  - Остравський діалект (nářečí ostravská (střední)), включно з горноостравським (úsek hornoostravický);
  - Силезсько-моравський діалект (nářečí slezskomoravská (jižní));
  - Змішана чесько-польська мовна область (smíšená jazyková oblast česko-polská).
- Східноморавські (моравсько-словацькі) діалекти (východomoravská (moravskoslovenská) nářečí, skupina východomoravská (moravskoslovenská)):
  - Словацький діалект (nářečí slovácká), включно з дольським (úsek dolský);
  - Волоський діалект (nářečí valašská), включно з кельчським (úsek kelečský);
  - Виділяються також копанічарський діалект (úsek kopaničářský).

Словацька мова, у якій усі діалекти утворюють єдиний безперервний діалектний континуум, поділяється на:
- Західнословацький діалект:

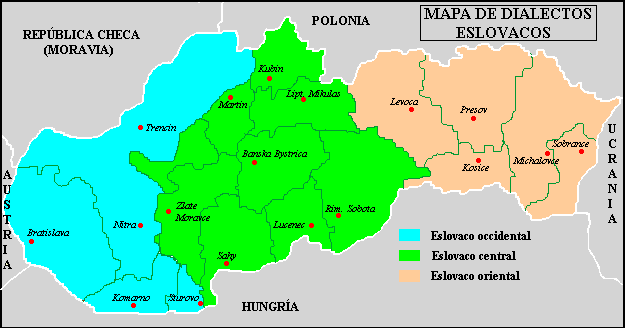
Діалекти словацької мови.
Західнослов'янський
Средньословацький
Східнословацький

  - Північні говори (Тренчин, Жиліна, Нове Мєсто-над-Вагом, Стара-Тура, Чадця);
  - Південно-східні говори (Нітра, Топольчани);
  - Південно-західні говори (Братислава, Трнава, Загір'я).
- Средньословацький діалект:
  - Північні говори (Ліптовський Мікулаш, Мартін, Превідза);
  - Південні говори (Банська-Бистриця, Зволен, Лученец‎, Левіце).
- Східнословацький діалект:
  - Південно-західні говори (Попрад, Пряшів‎, Списька Нова Весь, Кошиці);
  - Центральні говори (Михайлівці‎, Требішов);
  - Східні говори (Гуменне).

## Порівняння лексики
У періоди з 1918 до 1939 та з 1945 до 1992 року чехи і словаки жили в одній державі, тому мовні контакти були нормальним явищем. Результатом багаторічного зіткнення стало як наявність загальних слів та мовних конструкцій.
| українська мова | Чеська мова | Словацька мова |
| людина          | člověk      | človek         |
| вечір           | večer       | večer          |
| брат            | bratr       | brat           |
| день            | den         | deň            |
| рука            | ruka        | ruka           |
| осінь           | podzim      | jeseň          |
| сніг            | sníh        | sneh           |
| літо            | léto        | leto           |
| сестра          | sestra      | sestra         |
| риба            | ryba        | ryba           |
| вогонь          | oheň        | oheň           |
| вода            | voda        | voda           |
| вітер           | vítr        | vietor         |
| зима            | zima        | zima           |
| --------------- | ----------- | -------------- |